# Općina Štore
Općina Štore (slo.:Občina Štore) je općina u istočnoj Sloveniji u pokrajini Štajerskoj i statističkoj regiji Savinjskoj. Središte općine je naselje Štore s 1.850 stanovnika.

## Zemljopis
Općina Štore nalazi se u istočnom dijelu Slovenije, odnosno u južnom dijelu Štajerske. Općina se prostire u istočnom dijelu Celjske kotline. Južni i sjeverni dio općine je brdskog karaktera.
U općini vlada umjereno kontinentalna klima. Najvažniji vodotok u općini je rječica Voglajna. Svi ostali vodotoci su mali i njeni su pritoci.

## Naselja u općini
Draga, Javornik, Kanjuce, Kompole, Laška vas pri Štorah, Ogorevc, Pečovje, Prožinska vas, Svetina, Svetli Dol, Šentjanž nad Štorami, Štore

## Vanjske poveznice
- Službena stranica općine